# Station Lwówek Wąskotorowy
Station Lwówek Wąskotorowy is een spoorwegstation in de Poolse plaats Lwówek.